# Étienne Guillet
Étienne Guillet, né le 28 octobre 1976 à Abbeville dans le département de la Somme, est un prélat catholique français, évêque de Saint-Denis depuis le 15 novembre 2024.

## Biographie

### Enfance, études et débuts
Étienne Guillet est né le 28 octobre 1976 à Abbeville. Benjamin d'une famille de quatre enfants, il grandit à Eu, puis à Louveciennes dans les Yvelines,.
Dans sa jeunesse, il est engagé au sein des Scouts unitaires de France, et étudie à l'Edhec. Il s'engage deux ans avec les Missions étrangères de Paris comme volontaire en Thaïlande auprès du peuple karen. À son retour en 2001, il entre au séminaire d'Issy-les-Moulineaux, puis intègre celui des Carmes en 2003. 

### Prêtre du diocèse de Versailles
Il est ordonné prêtre le 25 juin 2006 pour le diocèse de Versailles. Il obtient ensuite une licence canonique en théologie à l'Institut catholique de Paris en 2007. Une fois prêtre, il demande à exercer un ministère dans les périphéries, et est nommé en 2008 aumônier dans l'établissement pénitentiaire pour mineurs (EPM) de Porcheville,. A partir de 2007, il est vicaire pour les paroisses du groupement de Mantes-Sud, puis de 2012 à 2015, du groupement paroissial de Houilles - Carrières-sur-Seine. De 2015 à 2024, il est curé de la paroisse de Trappes, et à partir de septembre 2024, curé de Mantes-la-Jolie.

### Évêque de Saint-Denis
Le 15 novembre 2024, le pape François le nomme évêque de Saint-Denis pour succéder à Pascal Delannoy. Lors de sa nomination, il est, à 48 ans, le plus jeune évêque de France. Il est ordonné le 16 février 2025 en la basilique Saint-Denis par Laurent Ulrich, archevêque métropolitain de Paris ; Pascal Delannoy, archevêque de Strasbourg et Luc Crepy, évêque de Versailles, en présence de Celestino Migliore, nonce apostolique en France,. Il prend pour devise épiscopale : « La puissance de Dieu donne toute sa mesure dans la faiblesse », empruntée au chapitre 12, verset 9 du deuxième épître de saint Paul aux Corinthiens.